# Campeonato Húngaro de Futebol de 1949–50
O Campeonato Húngaro de Futebol de 1949–50, denominada oficialmente de Nemzeti Bajnokság I 1949–50, foi a 47ª edição da competição máxima do futebol húngaro. O campeão foi o Honvéd que conquistou seu 1º título húngaro. O artilheiro foi Ferenc Puskás do Honvéd com 31 gols.

## Classificação
| Pos. | Equipes                 | Pts | J  | V  | E  | D  | GP | GC  | SG  | Classificação ou Rebaixamento               |
| ---- | ----------------------- | --- | -- | -- | -- | -- | -- | --- | --- | ------------------------------------------- |
| 1    | Honvéd                  | 50  | 30 | 23 | 4  | 3  | 84 | 29  | 55  | Campeão                                     |
| 2    | ÉDOSZ                   | 46  | 30 | 21 | 4  | 5  | 86 | 38  | 48  |                                             |
| 3    | Textiles                | 44  | 30 | 18 | 8  | 4  | 81 | 33  | 48  |                                             |
| 4    | Csepeli Munkás          | 38  | 30 | 15 | 8  | 7  | 66 | 45  | 21  |                                             |
| 5    | Dózsa                   | 37  | 30 | 14 | 9  | 7  | 71 | 52  | 19  |                                             |
| 6    | Vasas                   | 35  | 30 | 15 | 5  | 10 | 67 | 44  | 23  |                                             |
| 7    | Győr                    | 33  | 30 | 13 | 7  | 10 | 63 | 45  | 18  |                                             |
| 8    | Teherfuvar              | 31  | 30 | 10 | 11 | 9  | 59 | 51  | 8   | Juntou-se ao Bp. Előrébe                    |
| 9    | Dorogi Tárna            | 28  | 30 | 11 | 6  | 13 | 60 | 58  | 2   |                                             |
| 10   | Salgótarjáni            | 28  | 30 | 10 | 8  | 12 | 51 | 56  | –5  |                                             |
| 11   | Postás                  | 28  | 30 | 9  | 10 | 11 | 45 | 59  | –14 |                                             |
| 12   | Szombathelyi            | 24  | 30 | 10 | 4  | 16 | 52 | 67  | –15 |                                             |
| 13   | Előre                   | 17  | 30 | 6  | 5  | 19 | 51 | 93  | –42 |                                             |
| 14   | Nagykanizsai Olajmunkás | 15  | 30 | 3  | 9  | 18 | 35 | 85  | –50 | Zona de rebaixamento à Nemzeti Bajnokság II |
| 15   | Soroksár                | 13  | 30 | 4  | 5  | 21 | 32 | 84  | –52 | Zona de rebaixamento à Nemzeti Bajnokság II |
| 16   | Debreceni Lokomotív     | 13  | 30 | 4  | 5  | 21 | 39 | 103 | –64 | Zona de rebaixamento à Nemzeti Bajnokság II |

## Premiação
| Campeonato Húngaro de 1949–50 |
| Hungria                       |
| ----------------------------- |
| HONVÉD Campeão (1º título)    |

## Artilheiros
| Pos. | Jogador          | Equipe       | Gols |
| ---- | ---------------- | ------------ | ---- |
| 1    | Ferenc Puskás    | Honvéd       | 31   |
| 2    | Nándor Hidegkuti | Textiles     | 22   |
| 2    | Gyula Szilágyi   | Vasas        | 22   |
| 4    | Sándor Kocsis    | ÉDOSZ        | 21   |
| 5    | Gusztáv Aspirány | Dorogi Tárna | 16   |
| 5    | Ignác Kertesi    | Győri        | 16   |
| 5    | Lajos Pap        | Szombathelyi | 16   |
| 8    | József Molnár    | Dorogi Tárna | 15   |
| 8    | János Zsolnai    | Teherfuvar   | 15   |